# Lobelia thapsoidea
Lobelia thapsoidea är en klockväxtart som beskrevs av Heinrich Wilhelm Schott och Johann Baptist Emanuel Pohl. Lobelia thapsoidea ingår i släktet lobelior, och familjen klockväxter. Inga underarter finns listade i Catalogue of Life.